# Apterograeffea reunionensis
Apterograeffea reunionensis is een insect uit de orde Phasmatodea en de  familie Phasmatidae. De wetenschappelijke naam van deze soort is voor het eerst geldig gepubliceerd in 2002 door Cliquennois & Brock.